# Eilema repleta
Eilema repleta là một loài bướm đêm thuộc phân họ Arctiinae, họ Erebidae.